# Gregor Novak
Gregor Novak (ur. 27 sierpnia 1979 w Koprze) – słoweński wioślarz.

## Osiągnięcia
- Mistrzostwa Świata Juniorów – Poznań 1995 – czwórka podwójna – 9. miejsce[1].
- Mistrzostwa Świata Juniorów – Glasgow 1996 – czwórka podwójna – 6. miejsce[1].
- Mistrzostwa Świata Juniorów – Hazewinkel 1997 – czwórka podwójna – 7. miejsce[1].
- Mistrzostwa Świata – Lucerna 2001 – czwórka podwójna – 16. miejsce[1].
- Mistrzostwa Świata – Sewilla 2002 – czwórka podwójna – 8. miejsce[1].
- Mistrzostwa Świata – Mediolan 2003 – czwórka podwójna – 18. miejsce[1].
- Mistrzostwa Świata – Gifu 2005 – dwójka bez sternika – 8. miejsce[1].
- Mistrzostwa Świata – Eton 2006 – dwójka bez sternika – 10. miejsce[1].
- Mistrzostwa Świata – Monachium 2007 – dwójka bez sternika – 14. miejsce[1].
- Mistrzostwa Europy – Ateny 2008 – dwójka bez sternika – 9. miejsce[1].